# Balong (peuple)
Pour les articles homonymes, voir Balong.
Les Balong sont une population du Cameroun qui vivent, de manière discontinue, dans la région du Littoral (arrondissement de Mbanga dans le département du Moungo) et dans la région du Sud-Ouest (arrondissement de Muyuka dans le département du Fako, arrondissements de Kumba et Mbonge dans le département de la Meme). 

## Langue
Leur langue est le balong, du groupe bafaw-balong.